# Technologiepark Tübingen-Reutlingen
Koordinaten: 48° 29′ 45,8″ N, 9° 8′ 10,9″ O

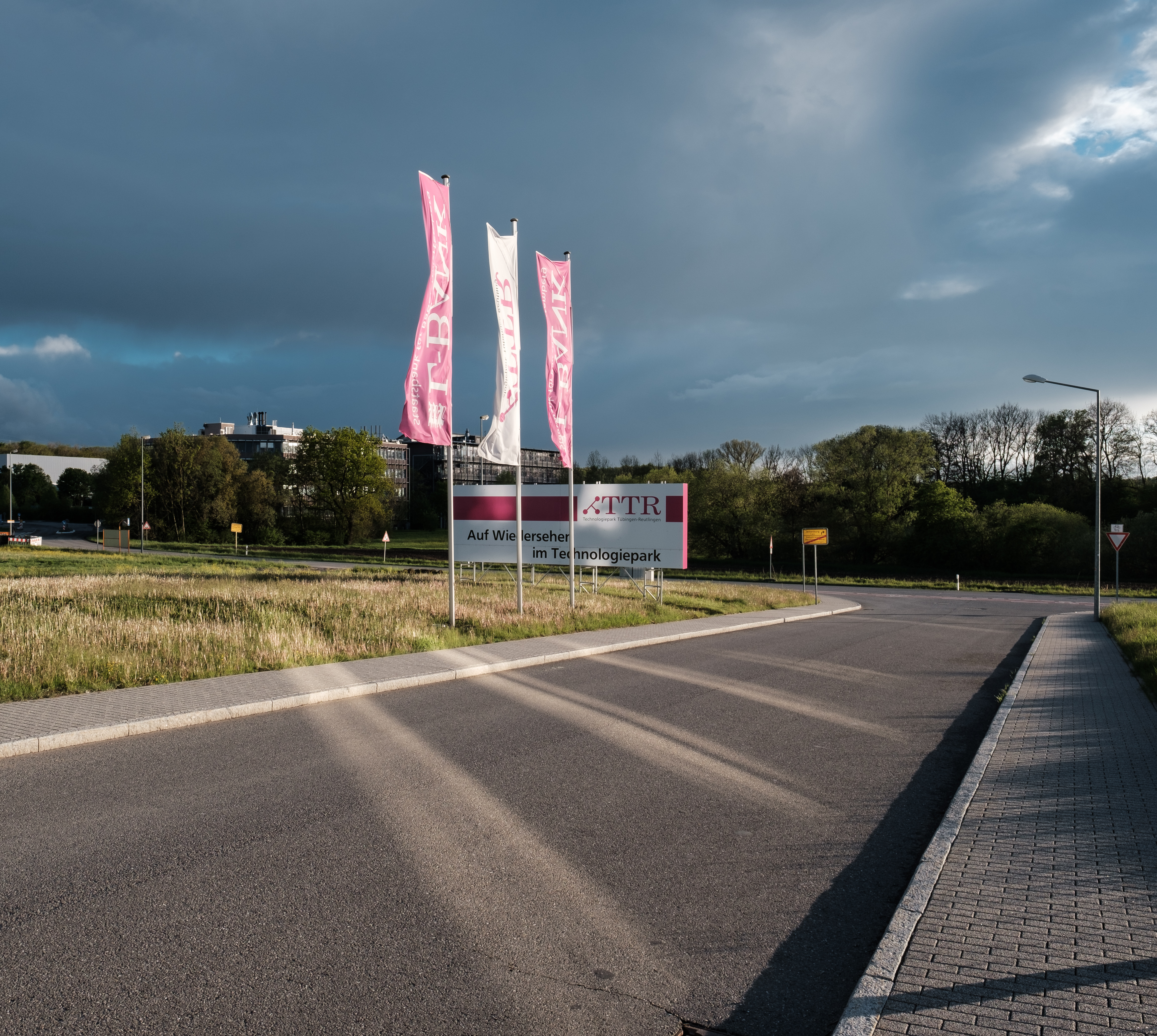
Eingang zum Standort Kusterdingen

Der Technologiepark Tübingen-Reutlingen (TTR) ist ein Technologiepark, der von der L-Bank getragen wird. Er ist auf zwei Standorte verteilt und beherbergt 55 Unternehmen.

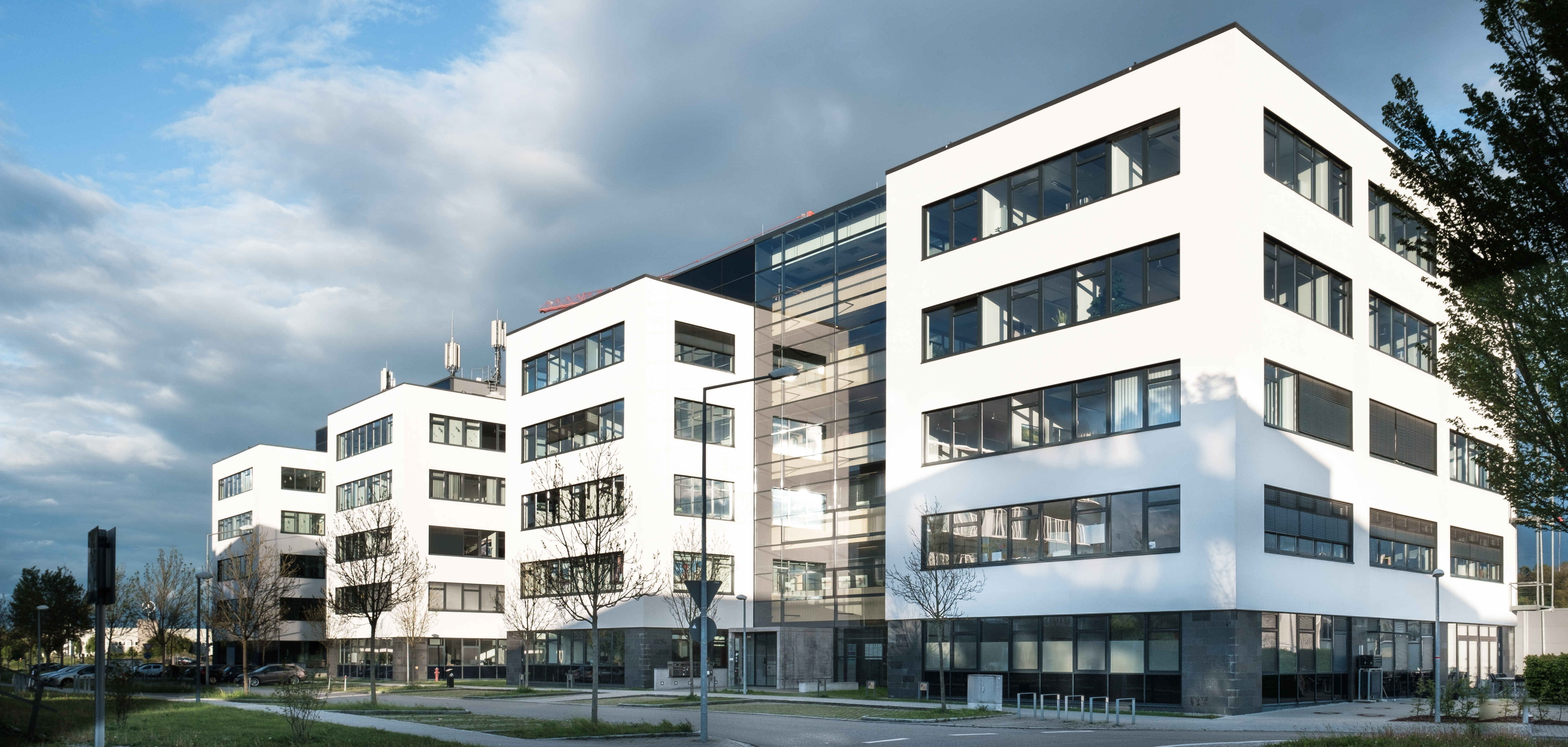
Zwei der aktuell fünf Gebäude am Standort Kusterdingen

## Standorte
Der Park ist auf einen Standort in der Paul-Ehrlich-Straße in Tübingen und einen weiteren in der Gerhard-Kindler-Straße in Kusterdingen aufgeteilt. In Tübingen werden die Sternwarte Tübingen und seit 2003 ein Biotechnologie-Gründerzentrum (BTZ) mit mehr als 13.000 m² Bruttogeschossfläche auf fünf Geschossen (am ehemaligen Standort des Instituts für Immunologie (Tübingen), vormals Bundesforschungsanstalt für Viruskrankheiten der Tiere (BFAV)) betrieben. Am Standort Kusterdingen werden vier Büro- und Laborgebäude mit einer Bruttogeschossfläche von circa 12.000 m² einschließlich einer Kantine betrieben.